# Aneflus planus
Aneflus planus är en skalbaggsart som beskrevs av Franz 1954. Aneflus planus ingår i släktet Aneflus och familjen långhorningar.
Artens utbredningsområde är:
- Costa Rica.
- El Salvador.

Inga underarter finns listade i Catalogue of Life.